# Abbeydorney
 (novembre 2024).
Si vous disposez d'ouvrages ou d'articles de référence ou si vous connaissez des sites web de qualité traitant du thème abordé ici, merci de compléter l'article en donnant les références utiles à sa vérifiabilité et en les liant à la section « Notes et références ».
Abbeydorney (irlandais : Mainistir Ó dTorna) est une commune de la république d'Irlande, située dans le comté de Kerry. En 2022, elle comptait 528 habitants.

### Article lié
- Abbaye d'Abbeydorney